# Domingo Díaz de Mera Lozano
Domingo Díaz de Mera Lozano (Ciudad Real, 15 de abril de 1955) es un empresario español, emprendedor en el mundo del desarrollo inmobiliario y de las empresas del mundo de la Comunicación. Destacado dirigente deportivo que durante los años desde 1993 y hasta 1999 fue Presidente de la Liga Profesional del balonmano nacional español. Durante esta etapa se profesionalizó el balonmano español. Medalla de oro de la Real Federación Española de Balonmano y medalla de plata al Mérito Deportivo del Consejo Superior de Deportes.

## Historia
Nacido en Ciudad Real estudió en el Colegio de Nuestra Señora del Prado (Marianistas). Es licenciado en derecho por la Universidad Complutense de Madrid. Ha ejercido como Abogado en el Ilustre Colegio de Abogados de Ciudad Real hasta el año 1987. A partir del año 1988 y tras la constitución de su primer grupo empresarial (Grupo de empresas H.C.S.A) desarrolló su vida alrededor del mundo empresarial. Ha sido socio de referencia y miembro del Consejo de Administración de varias empresas Cotizadas de la Bolsa española (Metrovacesa y Colonial). Durante la última década ha desarrollado parte de su actividad alrededor del mundo de las energías renovables participando en diferentes proyectos nacionales e internacionales. Fue presidente del Club Balonmano Atlético de Madrid y del Club Balonmano Ciudad Real desde el año 1999, siendo considerado este Club como el mejor club de balonmano a nivel mundial en los últimos diez años.